# Paco Elvira
Paco Elvira (Barcelona, 30 d'octubre de 1948 - Massís del Garraf, 30 de març de 2013) va ser un fotoperiodista català.

## Biografia
Va estudiar a la Facultat de Ciències Econòmiques, on va fotografiar la lluita universitària en els últims anys del franquisme.
Després de la mort de Franco, va realitzar una sèrie de reportatges de tipus social sobre la transició, entre els quals destaquen les matèries següents: ETA, miners, l'atur, jornalers andalusos, vagues, reconversions, etc., per revistes com Mundo, Primera Plana, Interviú i l'agència Cover.
La publicació Photography Year Book va publicar en dues ocasions les seves fotos entre les millors de l'any. El 1987 va obtenir una beca de la Universitat Menéndez Pelayo per fotografiar la pesca de marisc a Galícia. Una d'aquestes fotos va obtenir un dels premis Fotopress. El 2004 el seu reportatge Misión a Kabul, publicat al Magazine de La Vanguardia, va guanyar el premi Civisme al millor reportatge atorgat pel Departament de Benestar i Família de la Generalitat de Catalunya. També va guanyar el premi Pica d'Estats.
Com a enviat especial va fotografiar i va publicar als mitjans més importants del país instantànies de la Xina, el Japó, les Filipines, Israel, Cuba, l'Argentina, Mèxic, el Brasil, Zanzíbar, el Camerun, Nicaragua, Algèria, l'Afganistan (Kabul), dels conflictes a Croàcia i a la frontera de Kosovo durant la guerra dels Balcans. Destaquen també els seus cinc viatges per cobrir els problemes d'Irlanda del Nord.
Va col·laborar regularment amb els suplements dominicals dels diaris La Vanguardia i El Periódico, i amb les agències Cover i AGE Fotostock. Va ser professor de fotoperiodisme a la Facultat de Ciències de la Comunicació de Bellaterra, a la Facultat de Periodisme de la Universitat Pompeu Fabra i a l'escola IDEP. Va ser editor gràfic del diari Record i dels sis números publicats de la revista Públic.
Va morir d'accident el 30 de març de 2013 en caure del penya-segat la Falconera (massís del Garraf) mentre hi feia fotografies. La policia no va trobar el seu cos sense vida fins al cap de dos dies, l'1 d'abril.

## Obres publicades
- La Segunda Guerra Mundial (Barcelona: Lunwerg, 2012)
- La Segunda República Española (Barcelona: Lunwerg, 2012)
- La Transición Española (Barcelona: Lunwerg, 2011)
- La Guerra Civil Española (Barcelona: Lunwerg, 2011)
- Un día de mayo (Barcelona: Galeria Valid Foto BCN, 2011)
- Latidos de un mundo convulso (Barcelona: Lunwerg, 2007)
- Zaragoza (Barcelona: Lunwerg, 2005)
- De cara al mar (Barcelona: Lunwerg, 2004)
- Duero, historia viva (Barcelona: Lunwerg, 2004)
- Ciutat Vella, ciutat construïda (Vilanova i la Geltrú: El Cep i la Nansa, 2003)
- Rubí, en molts sentits (Barcelona: Lunwerg, 2001)
- Vint anys d'ajuntaments democràtics (Barcelona: Diputació de Barcelona, 1999)
- La Diagonal (Barcelona: Main, 1999)
- L'Illa (Barcelona. Main)
- Barcelona, plein air (Barcelona: Lunwerg, 1998)
- Terrassa, llibre d'hores (Barcelona: Lunwerg, 1998)
- Barcelona, ciudad de sensaciones (Barcelona: Lunwerg, 1997)
- La Rambla (Barcelona: Lunwerg, 1988)